# Partit d'Unitat Nacional (Guinea Bissau)
El Partit d'Unitat Nacional (portuguès: Partido da Unidade Nacional, PUN) va ser un partit polític a Guinea Bissau.

## Història
El partit fou establert per Idrissa Djaló el 26 de juliol de 2001. A les eleccions legislatives de Guinea Bissau de 2004 el partit va rebre l'1.46% dels vots i no va obtenir cap escó. A les eleccions presidencials de Guinea Bissau de 2005 Djaló va acabar vuitè amb el 0,8% dels vots.
El partit va boicotejar les eleccions legislatives de Guinea Bissau de 2008, ja que Djaló afirmava que "la papereta no resoldrà cap dels grans problemes persistents al país". No es va presentar a les eleccions presidencials de Guinea Bissau de 2009 ni a les de 2012, però va donar suport el cop d'estat de 2012.